# Bordeaux sec
Bordeaux sec es un vino blanco seco con denominación de origen de la región vinícola de Burdeos. Se trata de un Bordeaux blanco que proviene de mostos que contengan como mínimo 170 gramos de azúcar por litro y presenten, antes de la fermentación, una graduación alcohólica adquirida comprendida entre 10º y 13º así como una riqueza en azúcar residual inferior a 4 gramos por litro. 
El rendimiento de base para un Bordeaux sec debe ser de 65 hectolitros por hectárea. Los vinos blancos secos de Burdeos se producen con la mezcla de las principales variedades autorizadas: sauvignon, semillón y muscadelle, principalmente. 